# Víctor Manuel Blanco
Pour les articles homonymes, voir Blanco.
Víctor Manuel Blanco, né le 10 mars 1918 et mort le 8 mars 2011 à Vero Beach en Floride, est un astronome portoricain. Il découvrit l'amas galactique Blanco 1 en 1959,. Víctor Blanco fut le deuxième directeur de l'Observatoire interaméricain du Cerro Tololo au Chili, qui avait le plus grand télescope de l'hémisphère sud à cette époque. En 1995, le télescope fut renommé en son honneur télescope Víctor M. Blanco.
L'astéroïde (9550) Victorblanco a été nommé en son honneur.